# Neumarkt im Mühlkreis
Neumarkt im Mühlkreis ist eine Marktgemeinde in Oberösterreich im Bezirk Freistadt im Mühlviertel mit 3241 Einwohnern (Stand 1. Jänner 2024).

## Geografie
Neumarkt im Mühlkreis liegt auf 632 m Höhe im Mühlviertel. Die Ausdehnung beträgt von Nord nach Süd 10,5 km und von West nach Ost 10,5 km. Die Gesamtfläche beträgt rund 47 Quadratkilometer. Mehr als ein Drittel der Fläche ist bewaldet und fast sechzig Prozent werden landwirtschaftlich genutzt.

### Gemeindegliederung
Das Gemeindegebiet umfasst folgende 26 Ortschaften (in Klammern Einwohnerzahl Stand 1. Jänner 2024):
- Achleiten (27)
- Au (128)
- Baumgarten (64)
- Dingdorf (66)
- Götschka (327) samt Holzing
- Kronast (111) samt Fitzinger
- Lamm (95)
- Matzelsdorf (189) samt Möstling
- Möhringdorf (25)
- Neumarkt im Mühlkreis (1236) samt Perger, Seisenbach und Stroblmühle
- Oberzeiß (62)
- Pfaffendorf (38)
- Rudersdorf (142) samt Kaltengraben
- Sallersdorf (56)
- Schall (25)
- Schallersdorf (96) samt Grub und Halt
- Schiernersdorf (48)
- Schwandtendorf (75)
- Steigersdorf (27)
- Stiftung (25)
- Traidendorf (36)
- Trölsberg (22)
- Trosselsdorf (151)
- Unterzeiß (103)
- Willingdorf (14)
- Zissingdorf (53)

Die Gemeinde besteht aus den Katastralgemeinden Matzelsdorf, Neumarkt im Mühlkreis, Trosselsdorf und Zeiß.
Die Gemeinde liegt im Gerichtsbezirk Freistadt.

### Nachbargemeinden
| Hirschbach             | Waldburg                                    | Freistadt  |
| Ottenschlag Alberndorf | Kompassrose, die auf Nachbargemeinden zeigt | Kefermarkt |
| Unterweitersdorf       | Hagenberg                                   | Pregarten  |

## Geschichte
Um 1100 dürfte Neumarkt entstanden sein. Als Grund dafür gilt der Neumarkter Berg, der ein Hindernis für die Salz- und Handelsfuhrwerke zwischen Böhmen und dem oberösterreichischen Salzkammergut darstellte. Es mussten Pferde als Vorspann zum Hinaufziehen der Wagen bereitgestellt werden. Oben angekommen, mussten sich die Pferde und Kutscher ausrasten. 1171 wurde Neumarkt das erste Mal als „novum forum“ (lat. Neuer Markt) urkundlich erwähnt. Herzog Heinrich von Österreich versprach in einer Urkunde, das Gebiet rund um Neumarkt im Mühlkreis vor Feinden zu schützen.
Es wurden Raststätten und Stallungen gebaut, dort, wo vorher nur Wald gewesen war. In den nächsten Jahrhunderten wuchs die Zahl der Häuser auf 30 an, die teils entlang der Handelsstraße, teils um die Kirche errichtet wurden. Da an manchen Tagen bis zu 100 Salzfuhrwerke Vorspann und Rast benötigten, gab es bald viele Gastwirtschaften, Kegelbahnen und Schießstätten.
Seit 1490 wird er dem Fürstentum Österreich ob der Enns zugerechnet. 1500 erhob Kaiser Maximilian die Ortschaft zum Markt. Neumarkt bekam Markt- und Handelsfreiheit.
1609 erschütterte ein großer Marktbrand den Ort: 22 Holzhäuser mit Holzschindeln sowie zahlreiche Urkunden fielen den Flammen zum Opfer.
Während der Napoleonischen Kriege war der Ort mehrfach besetzt. Seit 1918 gehört der Ort zum Bundesland Oberösterreich. Nach dem Anschluss Österreichs an das Deutsche Reich, am 13. März 1938, gehörte der Ort zum „Gau Oberdonau“. Nach 1945 lag Neumarkt in der sowjetischen Besatzungszone, und ab 1955 folgte der Auf- und Neubau der Infrastruktur. 2003 wurde der Neumarkter Tunnel eröffnet und damit der Durchzugsverkehr aus dem Ortszentrum verbannt.

## Bevölkerungsentwicklung

### Bevölkerungsstruktur
Im Jahr 1869 wohnten im Gemeindegebiet 2229 Menschen. Bis 1961 wuchs die Bevölkerungszahl nur wenig. Seit 1961 wächst die Bevölkerung schnell und erreichte 2001 mit 3071 Menschen den bisher höchsten Stand bei einer Volkszählung. Im Jahr 1991 hatte die Gemeinde 2743 Einwohner, bei der Volkszählung 2001 bereits 3071, was einem Anstieg von 12 % entspricht. Am 1. Jänner 2008 verzeichnete die Gemeinde 3080 Einwohner.
Bei der Volkszählung 2001 betrug der Anteil der Einwohner, die 60 Jahre und älter waren, 16,8 %; 21 % waren unter 15 Jahre alt. Der Anteil der weiblichen Bevölkerung lag bei 50,6 %.
Von den 2427 Bewohnern Neumarkts, die 2001 über 15 Jahre alt waren, hatten 4,3 % eine Universität, Fachhochschule oder Akademie abgeschlossen. Weitere 9,3 % hatten eine Matura absolviert, 48,7 % hatten einen Lehrabschluss oder eine berufsbildende mittlere Schule besucht und 37,7 % aller Neumarkter hatten die Pflichtschule als höchsten Abschluss.

### Herkunft und Sprache
Der deutsche Dialekt, der im Raum Neumarkt sowie in Oberösterreich allgemein gesprochen wird, ist das Mittelbairische. 98,6 % der Neumarkter gaben 2001 Deutsch als Umgangssprache an. Weitere 0,2 % sprachen hauptsächlich kroatisch, 0,1 % serbisch, der Rest sprach andere Sprachen.
Der Anteil der Neumarkter mit ausländischer Staatsbürgerschaft lag 2001 mit 1,5 % weit unter dem Durchschnitt Oberösterreichs. Dabei hatten 0,4 % der Neumarkter Bevölkerung eine Staatsbürgerschaft aus Deutschland und 1,1 % entfielen auf sonstige Staatsbürger. Insgesamt waren 2001 etwa 2,3 % der Neumarkter in einem anderen Land als in Österreich geboren.

## Kultur und Sehenswürdigkeiten

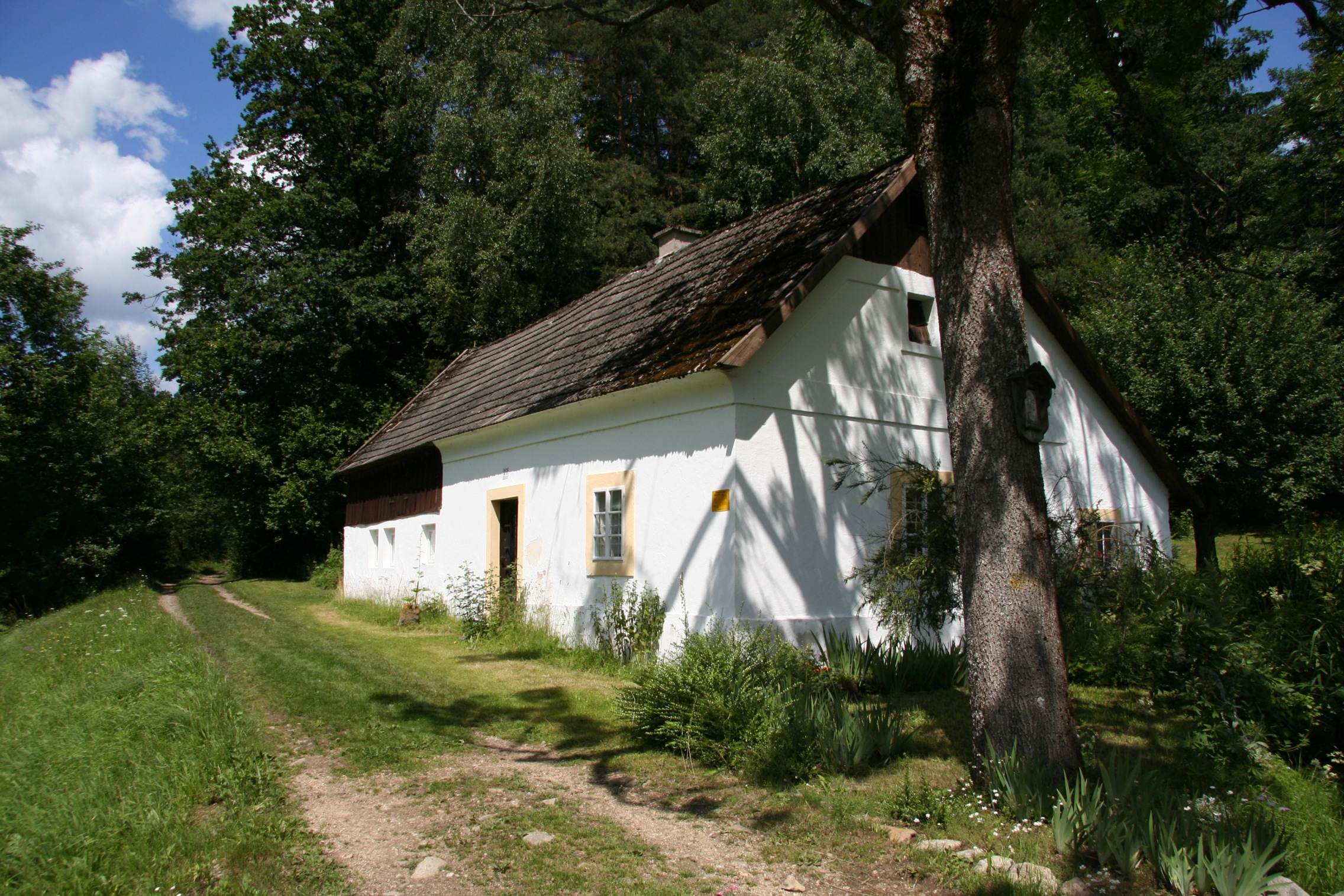
Wächterhaus 39 der ehem. Pferdeeisenbahn

- Pferdeeisenbahn: Entlang der Kleinen Gusen führte von 1832 bis 1872 die Trasse der Pferdeeisenbahn Budweis–Linz–Gmunden durch das Gemeindegebiet von Neumarkt im Mühlkreis. Es sind noch einige Gebäude, Brücken und Schwellensteine der Pferdeeisenbahn erhalten. Heute führt entlang der Trasse der Pferdeeisenbahn-Wanderweg.
- Burgruine Kronest: Eine 1334 erbaute Burg, die seit 1609 unbewohnt und heute eine Ruine im Ortsteil Kronest ist.
- Burgstall Kammermaier: Burgstall auf dem Kammermaierberg in Trölsberg.
- Burgruine Möstling: Eine seit 1499 verfallene Burg in Matzelsdorf.
- Katholische Pfarrkirche Neumarkt im Mühlkreis hl. Jakobus der Ältere: Erstmalige Erwähnung 1185
- Marterln, Kreuzstöcke und Kapellen: Sind im ganzen Gemeindegebiet zu finden

- Mostmuseum: Gerätschaften der historischen Mosterzeugung im stoabloßen Presshaus

### Musik
- Musikverein Neumarkt (mit rund 50 Mitgliedern)
- Kirchenchor & Jugendchor Neumarkt
- Musikschule

### Sport
- ASKÖ Neumarkt
- Sportunion Neumarkt
- Tennisverein Kronast
- URFV Neumarkt

## Wirtschaft und Infrastruktur
- ASA Astrosysteme
- Es gibt in Neumarkt den Supermarkt Nah und Frisch, der die Aufgaben der Post und der Trafik übernimmt. Weiteres gibt es eine Sparkasse und eine Raiffeisenbank-Filiale.

### Verkehr
Die Mühlviertler Schnellstraße (S 10) führt unterhalb des Orts in einem Tunnel durch. Der Neumarkter Tunnel wurde 2003 eröffnet und der Durchzugsverkehr durch Neumarkt gestoppt.

### Öffentliche Einrichtungen und Bildung
Im Ort stehen ein Kindergarten, eine Volksschule, eine Mittelschule und eine Musikschule zur Verfügung. Zusätzlich besteht eine Bücherei und ein Freibad. Weiters gibt es zwei Ärzte, Allgemeinmediziner, in der Gemeinde.
Im Gemeindegebiet existieren sechs Freiwillige Feuerwehren, in: Neumarkt, Dingdorf, Lamm, Matzelsdorf, Trosselsdorf und Zeiß.

## Politik

### Gemeinderat
Der Gemeinderat hat 25 Mitglieder.
- Mit den Gemeinderats- und Bürgermeisterwahlen in Oberösterreich 2003 hatte der Gemeinderat folgende Verteilung: 13 ÖVP, 9 SPÖ und 3 FPÖ.
- Mit den Gemeinderats- und Bürgermeisterwahlen in Oberösterreich 2009 hatte der Gemeinderat folgende Verteilung: 11 SPÖ, 11 ÖVP, 2 FPÖ und 1 Bürgerliste Neumarkt.
- Mit den Gemeinderats- und Bürgermeisterwahlen in Oberösterreich 2015 hatte der Gemeinderat folgende Verteilung: 10 SPÖ, 8 ÖVP, 4 FPÖ und 3 GRÜNE.
- Mit den Gemeinderats- und Bürgermeisterwahlen in Oberösterreich 2021 hat der Gemeinderat folgende Verteilung: 12 SPÖ, 8 ÖVP, 3 FPÖ und 2 GRÜNE.[8][9]

Von 1945 bis 2009 erreichte die ÖVP immer die Mehrheit, bis 1997 immer die Absolute. Seit 2009 erreicht die SPÖ immer die Mehrheit. Die FPÖ wurde seit dem erstmaligen Antritt bei den Wahlen immer die drittstärkste Partei.

### Bürgermeister
- seit 2003 Christian Denkmaier (SPÖ)[11]

### Wappen
Das Gemeindewappen zeigt in Blau auf grünem Schildfuß eine goldene, rot gedeckte und schwarz geöffnete Kirche mit einer Uhr am Turm sowie je einem goldenen Kreuz auf dem Dach des Schiffes und dem Zeltdach des linksgestellten Turmes. Die Kirche ist die Neumarkter Pfarrkirche, die um 1185 nachweisbar ist.
Die Verleihung des Gemeindewappens und der Gemeindefarben ist nicht bekannt. Im Jahr 1613 wurde das Wappen wiederum bestätigt, nachdem die alten Urkunden 1609 verbrannten. Der Entwurf des aktuellen Wappens stammt aus 1948 und ist eine vereinfachte Darstellung des Siegels aus dem 17. Jahrhundert mit Umschrift . S . AM . NEWMARCKHT.

### Gemeindepartnerschaften
- seit ? Horneburg im deutschen Bundesland Niedersachsen in der Nähe Hamburgs ist Neumarkts Partnergemeinde.[13]

## Persönlichkeiten

### Ehrenbürger der Gemeinde
- Alfred Obermüller (1940–2020), Bürgermeister von Neumarkt im Mühlkreis 1979–2002[14]

### Söhne und Töchter der Gemeinde
- Josef Mühlbachler (* 1945), Bürgermeister der Stadt Freistadt und Nationalratsabgeordneter
- Bert Brandstetter: (1950–2021), Journalist, Psychologe, Chorleiter und Sänger; Konsulent der oberösterreichischen Landesregierung, Präsident der KA OÖ bis 2019.
- Karl Aichhorn (* 1964), Musiker, Dirigent, Komponist und Pädagoge